# 普里阿摩斯
普里阿摩斯（希臘語：Πρίαμος）又譯普萊姆，是希臘神話的特洛伊戰爭中的特洛伊國王。他本名波达耳刻斯。其父王拉俄墨冬因得罪赫拉克勒斯而连同诸子（不包括提托诺斯）被杀，波达耳刻斯的姐姐赫西俄涅用自己的织物赎得波达耳刻斯不死，波达耳刻斯从此改名普里阿摩斯，意为“被赎回的人”，并继承王位。
他的兒子赫克托在特洛伊戰爭與阿基琉斯決鬥戰死。普里阿摩斯為了討回兒子的屍首，趁夜冒險潛入希臘陣營中，請求阿基琉斯，終獲允准歸還。普里阿摩斯最後被阿基琉斯的兒子涅俄普托勒摩斯在特洛伊城中心的宙斯祭壇上殺死。